# Kapytoliwka
Kapytoliwka (ukrainisch Капитолівка; russisch Капитоловка Kapitolowka) ist ein Dorf im Osten der ukrainischen Oblast Charkiw mit etwa 1400 Einwohnern (2001).

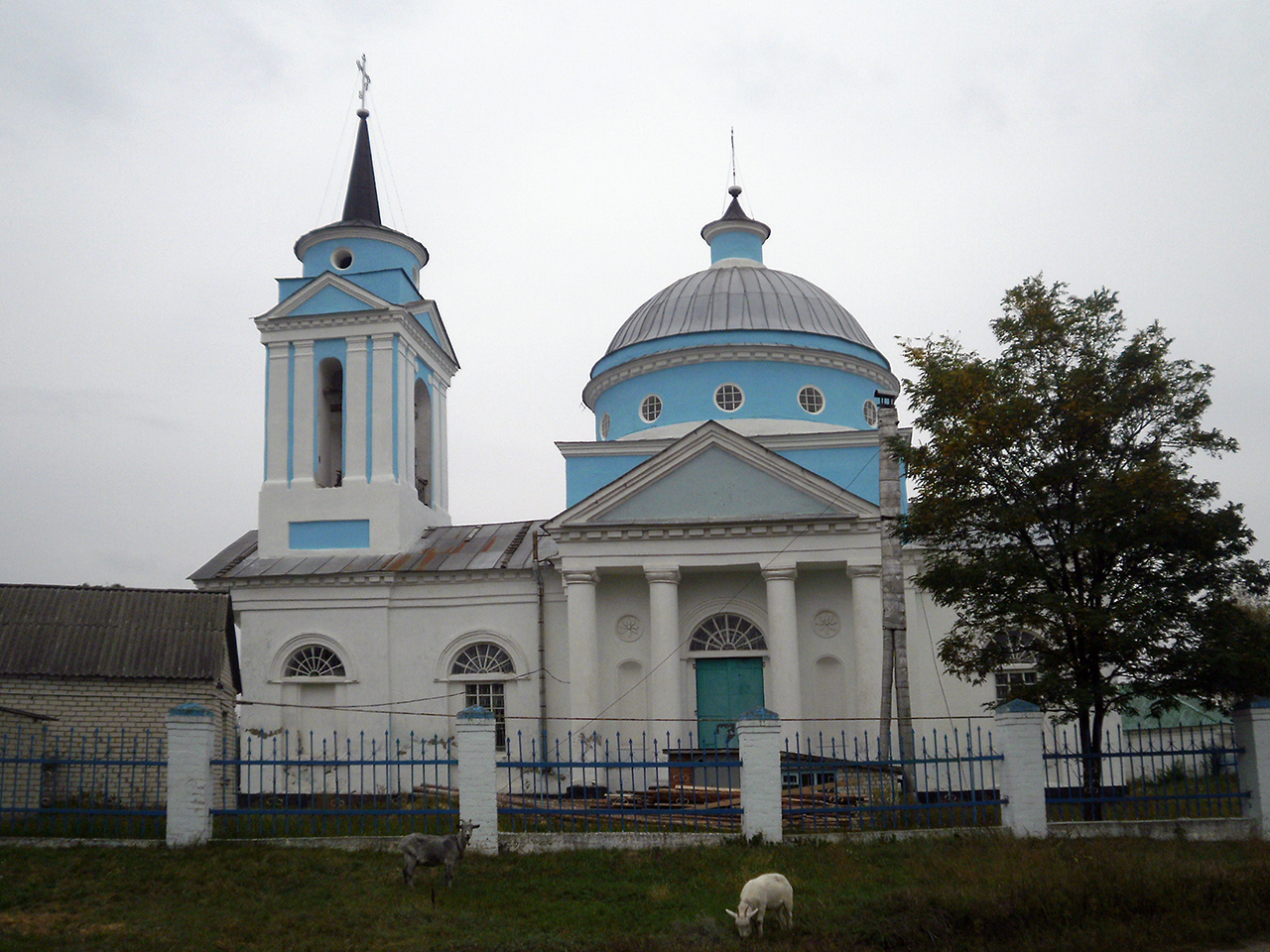
St.-Barbara-Kirche im Dorf

Kapytoliwka gehört seit Oktober 2017 administrativ zur Landgemeinde Oskil und war zuvor eine eigenständige Landratsgemeinde im Rajon Isjum, zu der noch das Dorf Dibrowa (Діброва, ⊙) mit etwa 350 Einwohnern gehörte.
Die Ortschaft liegt auf einer Höhe von 106 m, 6 km westlich vom Gemeindezentrum Oskil, 8 km östlich vom Rajonzentrum Isjum und 130 km südöstlich vom Oblastzentrum Charkiw.
In Kapytoliwka befindet sich die in den Jahren 1819 bis 1823 auf Kosten von Generalleutnant Pjotr Stepanowitsch Kotljarewski (Пётр Степанович Котляревский; 1782–1851) im Stil des Klassizismus errichtete St.-Barbara-Kirche. Die während der Sowjetzeit als Lagerhaus genutzte Kirche wurde nach der Unabhängigkeit der Ukraine erneut eingesegnet und restauriert.